# Contea di Teller
La contea di Teller in inglese Teller County è una contea dello Stato del Colorado, negli Stati Uniti. La popolazione al censimento del 2000 era di 20 555 abitanti. Il capoluogo di contea è Cripple Creek.

## Città e comuni
- Cripple Creek
- Victor
- Woodland Park